# Tinaquillo
Tinaquillo, ciudad del estado Cojedes, en Venezuela, capital del Municipio Tinaquillo, fue fundada bajo el nombre de Nuestra Señora del Socorro de Tinaquillo. La fecha de su fundación está aún en discusión entre los historiadores del pueblo. Dado que su llamado a "Recogimiento a Pueblo" se dio un 25 de abril de 1760, se toma esta como la fecha de su fundación. Cuenta con una población de 124.919 habitantes (año 2021). Geográficamente se localiza en una altiplanicie a las orillas del río Tamanaco, a 420 metros sobre el nivel del mar. Tiene acceso a la red vial Troncal 005, que la une con Valencia y Tinaco.
Tinaquillo se encuentra muy influenciada por la cercanía de la ciudad de Valencia y por estar en el paso de la autopista Troncal 005, que la une con el resto del estado Cojedes, lo que resultó en un enorme y rápido crecimiento residencial e industrial. Allí se localizan industrias y complejos en áreas como la textil, así como granjas y actividades comerciales, bancarias, turísticas y minerales. Esta zona industrial se divide en varias áreas: zona industrial municipal, conglomerado industrial de CorpoIndustria y la zona industrial textil.

## Toponimia
Toma su nombre del río Tinaquillo, que a su vez es un diminutivo de Tinaco, el cual también es un río. Según Adolfo Salazar-Quijada, "tinaco" es una palabra indígena, probablemente arawaca, con la que se identificaba a un recipiente grande que usaban los indígenas para depositar la chicha.
Otros historiadores como José Miguel López Gómez en su libro "Fundaciones de Pueblos en Cojedes (siglos XVII-XVIII)" nos dice que los aborígenes americanos utilizaban los llamados radicales del agua en la denominación de sitios y lugares, por ejemplo el radical "tuna" significa río, agua en la lengua caribe. Esto nos lleva al río Tinapui, cercano a la población de la actual Tinaquillo cerca del sitio conocido como La Aguadita, donde existe un afluente de aguas termales, que desprenden un olor sulfuroso muy penetrante, de allí que también se puede considerar este vocablo Tinapui como el origen del asentamiento de lo que hoy conocemos como Tinaquillo.

## Símbolos

### Bandera

Bandera

Fue creada por el artista plástico Pedro Enrique Gramcko Almeida y adoptada por la Cámara Municipal en el mes de marzo del 2002 según Gaceta Municipal, Año MMII, de fecha 22 de abril de 2002.
Sus características son: Un Triángulo isósceles en sentido horizontal que evoca la imagen de una saeta, significa la voluntad del pueblo Tinaquillero de marchar con firmeza y tesón, arropado por el color azul, cuyo significado heráldico equivale a un realismo, majestad y hermosura, elementos que espiritualmente son característica del pueblo. El sol amarillo de 16 rayos convergentes, significado de la riqueza, la pureza, fe, constancia y fuerza, evoca el ardiente sol llanero. El color naranja compuesto por los colores amarillo y rojo, amalgama en sí el significado de ambos, representando el rojo: ardimiento, valor, intrepidez y sacrificio, virtudes que han caracterizado a quienes dieron su cuota de sangre durante la emancipación.

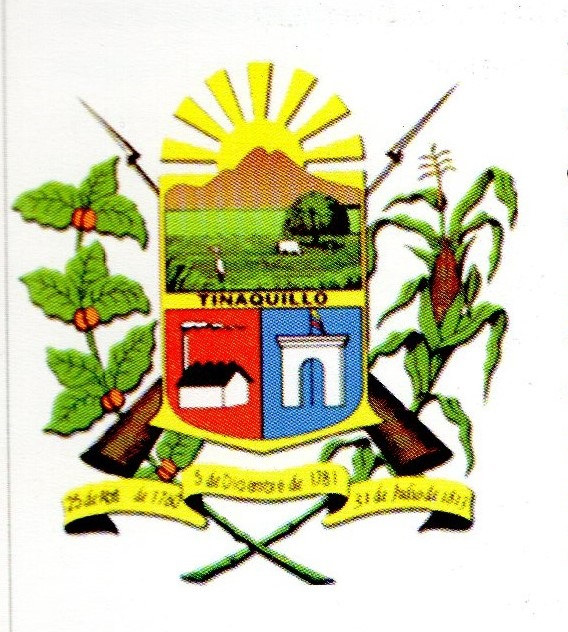
Escudo de Tinaquillo

### Escudo
Creado por la Artista Plástico Yelitza Díaz, fue promulgado según Ordenanza Municipal del 23 de julio de 1993 y publicado en la gaceta municipal, Año XVII, N.º Extraordinario 2, de fecha 31 de julio de 1993.
El escudo de armas comprende tres cuarteles. En el cuartel superior se observa un terreno verdoso donde pastan las vacas, representando la ganadería del municipio; el segundo cuartel ubicado en la parte inferior izquierda del escudo muestra a la pujante zona industrial de Tinaquillo, mientras en el tercero se observa una representación del Arco de Taguanes.

### Himno
Coro
A la puerta del llano infinito
Centinela tenaz de mis pampas
Tinaquillo por Dios fue bendito
Con honor, con justicia y bonanza
I
En tu suelo la sangre y la gloria
fue regada por nuestros titanes
escribiendo por siempre la historia
la gran gesta inmortal de "Taguanes".
A lo lejos la "Teta" es un hito
como numen sagrado al poeta,
fiel otero de tus cien caminos
representa tu gracia y belleza.
II
Mano abierta a quien llega a tus lares
es consigna de tus lugareños
y agua fresca de tus manantiales
va calmando la sed del viajero.
Tus sabanas son todo verdor,
en tus campos florece el frutal
y resalta con todo esplendor
tan pujante tu zona industrial.

## Historia

### Orígenes
En el Pie de Monte Norteño, en las sabanas de Taguanes y en las situadas al otro lado del río Tinaquillo, denominadas sabanas de Tamanaco se había venido asentado gente desde fines del siglo XVII, unos por el sur, provenientes de los dispersos doblamientos del Pao, otros por el norte, desde Nirgua y otros por el este desde Valencia; y así habían venido fundando pequeños hatos y labrantíos entre las márgenes del río Tinaquillo y del Tamanaco, la quebrada del medio entre ambos, posteriormente denominada quebrada del pueblo.
De estos asentamientos, uno de los más extensos pertenecía a Don Juan Antonio Monagas, rico hacendado vecino de Valencia. En la hacienda de estos señores había una capilla para el servicio religioso a la cual acudían los vecinos del lugar y donde un Padre venido de San Carlos practicaba el sacrificio de la misa y administraba los Sacramentos. Estos vecinos se fueron agrupando en un pueblo que fue creciendo entre el río Tinaquillo y la Quebrada del Medio al que llamaban “Nuestra Señora de los Tinaquitos”.

### Época Colonial
Para el año 1720, Venezuela estaba dividida en 12 jurisdicciones (antes no era Cojedes como tal sino la jurisdicción de San Carlos, hoy día capital del estado) y que junto a las jurisdicciones de San Sebastián, Valencia, Nirgua, Araure, Guanare, Barquisimeto, El Tocuyo, Carora, Trujillo y Santa Ana de Coro daban vida a las provincianas ciudades de Venezuela. Uno de los pueblos que hacían parte de la villa de San Carlos era Tinaquillo, que aportaba quesos, leche y ganado a la región.

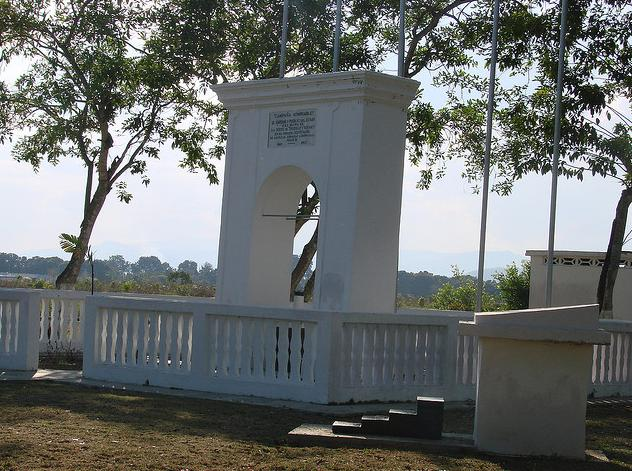
Arco de Triunfo construido en 1913 para conmemorar los 100 años de la batalla de Taguanes realizada el 31 de julio de 1813.

Señala Argenis Agüero, antropólogo tinaquillero, que aunque a ciencia cierta no se conoce la fecha de fundación de Tinaquillo, varios toman como referencia el hecho que los misioneros comenzaron a poblar Cojedes entre 1680 y 1690 por lo cual se puede suponer que Tinaquillo tuvo su nacimiento a finales del siglo XVII o comienzos del XVIII.
Tinaquillo está ubicado en un lugar totalmente llano y esto se debe a la cercanía con el pie de monte en los extremos meridionales de la serranía de Nirgua y los antiguos límites eran:
Por el norte limita con el Río Tinaquillo y la Quebrada de Buenos Aires que lo separaban de las sabanas de Tamanaco y Taguanes.
Por el este, limita con el Río Tinaquillo y las sabanas de Taguanes y la de los Araucos.
Por el sur, limita con una hondonada por la que corre el mencionado río que lo separa de unas cadenas de pequeñas elevaciones que se extienden por el sureste y sur franco, formando parte de la Serranía Interior.
Por el oeste, limita con el Río Tinaquillo y las Sabanas de Pegones.
Fundada como la Parroquia Nuestra Señora del Perpetuo Socorro de Tinaquillo el 5 de diciembre de 1781, este pequeño pueblo basó su economía en la agricultura usando el conuco para sembrar maíz, algodón, plátano, yuca aparte de hacer quesos y criar ganado; los intercambios comerciales comenzaron gracias a la exportación con las poblaciones vecinas de maíz, papelón y aguardiente. El pueblo, compuesto por pardos, mulatos, negros e indios fueron lo que forjaron a punta de trabajo los primeros pasos parroquiales de Tinaquillo. El Obispo Mariano Marti (al cual se le debe la calidad de parroquia) procuró construir la Iglesia de Tinaquillo con terreno propio que no es sino a partir de 1769 que comienza a consignar libros de bautismo, matrimonio y el de entierros pudiéndose destacar, que los apellidos más “populares” eran: Aponte, Piñero, Míreles, Sánchez, Seijas, Silva, Pérez, Rumbos, Soto, Páez, entre otros.

### Guerra de Independencia
Este privilegiado pueblo, gracias a su ubicación era obligado paso de entrada a los llanos occidentales y de estos a Valencia y Puerto Cabello, lo cual la volvió punto estratégico en la geografía militar durante la guerra en Venezuela; la paz iba y venía según la sed de libertad en que se convirtió la atmósfera cotidiana de la época.

Ejemplo verídico de esto es la Campaña Admirable donde, en las llanuras Tinaquilleras, se efectúa la batalla de Taguanes, en la cual Bolívar derrota a las tropas realistas comandadas por el coronel Julián Izquierdo el 31 de julio de 1813. José Laurencio Silva también saborea el triunfo, gracias a una de las mejores estrategias militares hechas. Cojedes y en especial Tinaquillo fueron escenario del continuo paso de los protagonistas de la lucha independentista. De cerca sintió la guerra y de frente sintió los resultados. Tinaquillo presenció y fue escenario de las 2 batallas de Carabobo (1814/1821). La primera que comenzó como una persecución del bando enemigo hacia Tinaquillo y la segunda donde Bolívar pasa por Tinaquillo el 23 de junio de 1821, comandando una de las vueltas más astutas de la guerra libertadora, dicha maniobra militar era girar el flanco izquierdo para doblar la derecha del enemigo; estrategia que realizó por La Pica de La Mona, (camino que al cruzar un riachuelo y escalando por una colina que les daría la entrada a la sabana por el lado más propicio) para librar y ganar la batalla de Carabobo. Durante casi un siglo la paz de Tinaquillo se veía en la sed de gloria sobre el ejército español.

### Época Republicana

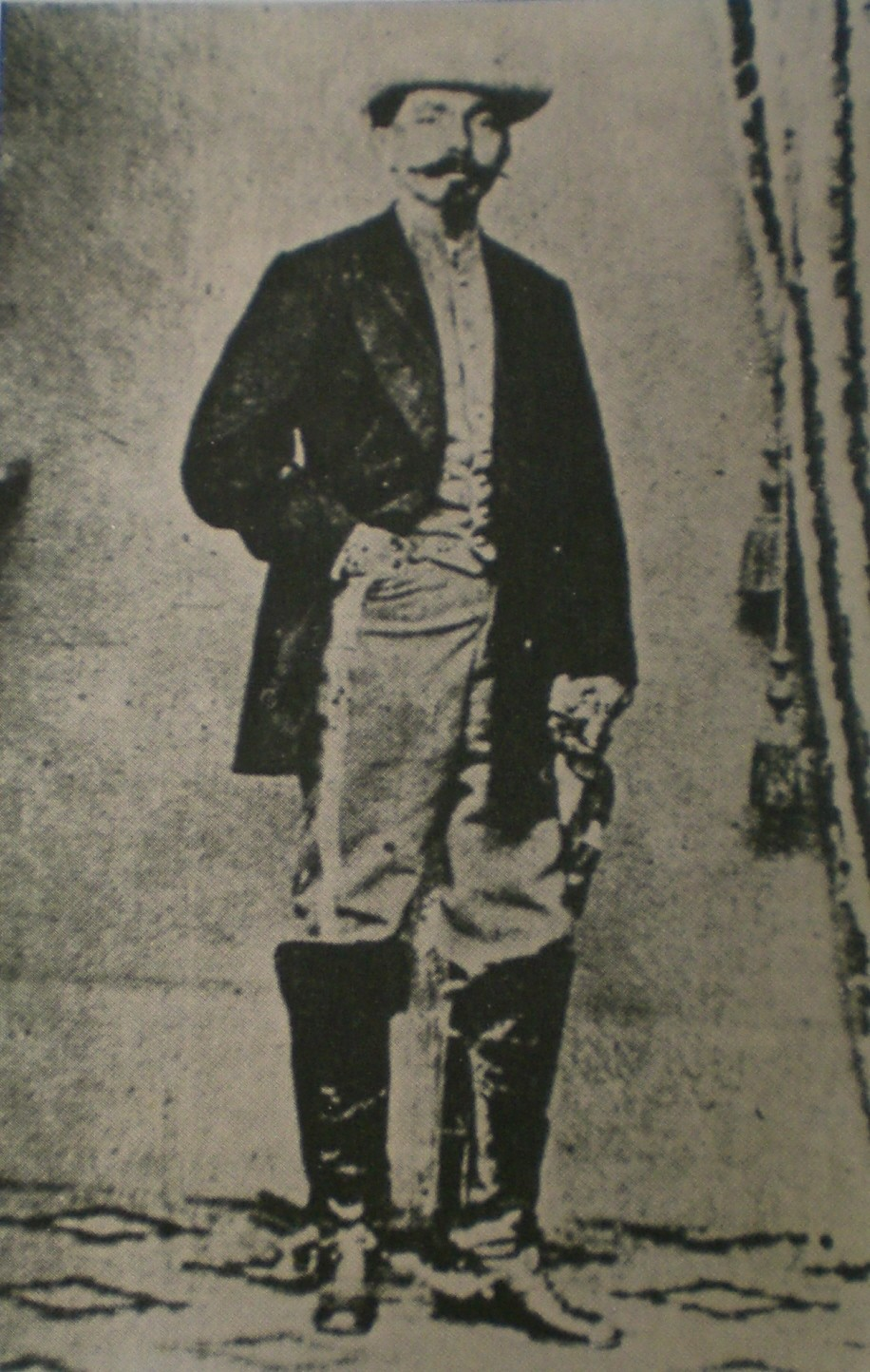
El General Cojedeño Matías Salazar, fusilado en Tinaquillo

Ya para 1830, Páez reorganiza el territorio por provincias y Cojedes como tal queda adscrita a la provincia de Carabobo y a su vez la organización interna en los cantones San Carlos, Tinaco, El Pao; las parroquias estaban conformadas por San José, Caramacate, Lagunitas, Tinaquillo y El Baúl. En 1849, Páez cae prisionero en Macapo-Abajo (hoy día Monagas/Lima Blanco) por un escolta que obedece órdenes de quien fue su compañero: José Laurencio Silva. El 14 de agosto estando en Vallecito y sin ninguna vía de escape, Páez solicita una audiencia con Silva. Tinaquillo al igual que otras veces vio los cortejos militares, esta vez el de Páez quien lleno de su prestigio la historia venezolana durante 30 años, en las calles tinaquilleras se oía la voz “Muera Páez”.
Después de casi un siglo de lucha, Tinaquillo se encontraba despoblada ya que sus habitantes vivían en el monte debido a la gran miseria a la cual quedaron expuestos. Escapaban de casa de día y volvían solo para dormir, en el tiempo que duraban fuera del pueblo los escoltas saqueaban lo poco que tenían, sumado al maltrato que se les daba. Bajo esta situación, Tinaquillo no estaba en condiciones de dedicar sus energías al trabajo constructivo debido a la gran zozobra, los saqueos y la frecuente recluta, lo cual convirtió a la próspera y rica región en un pueblo colmado de miedo y decadencia; esto explica el origen de la decadencia y atraso de Cojedes, ya que la depresión económica trajo consigo una ola de migraciones, abandono y miseria sin dejar atrás las múltiples endemias que azotaron al pueblo.
En 1872 es fusilado en Tinaquillo el general Matías Salazar, quien luchó con los federalistas al lado de personajes como Juan Crisóstomo Falcón y Antonio Guzmán Blanco. Formó parte del gobierno del "Ilustre Americano", hasta que se rebeló contra él y luego de varios complots fue apresado y condenado a muerte.
Lo único positivo que trajo la Federación, fue la designación como capital del departamento o distrito Falcón, que para entonces estaba compuesta por 23 caseríos dentro de 500 km² de territorio. El pueblo se hizo largo y se hallaba encerrado entre un río y una quebrada, solo había 4 calles principales: La calle del Ganado, La calle Real, la calle La Cañada y la calle de La Cruz.

## Geografía

### Relieve
El área de Tinaquillo está situada en el flanco sur de la Serranía del Interior. Se trata de una penillanura intermontañosa completamente cerrada, con zonas planas al este y otra donde se alternan áreas planas y onduladas al oeste con pendientes de alrededor del 30%.
La parte norte de esta superficie relativamente uniforme, (la región alrededor de Tinaquillo), tiene una elevación de 420 metros. El aspecto general es el de pequeñas colinas redondeadas de pocos centenares de metros de anchura, cuyas cimas forman una superficie uniforme de 30 a 60 metros de altura por encima de los lechos de las quebradas.

### Clima
La presión atmosférica oscila por los 750 mm de mercurio, aumentando ligeramente los primeros meses del año y disminuyendo en los dos últimos meses de la estación de sequía.
Normalmente hay solo dos estaciones en las montañas del Caribe. La mayor parte de la precipitación se produce en forma de chaparrones intensos y breves casi a diario durante los meses de mayo a noviembre, entre diciembre y abril el clima es cálido y seco. La precipitación más alta del año se efectúa generalmente para mayo ( 70 mm). La temperatura media es de 27 °C con puntas extremas de 40 °C
| Parámetros climáticos promedio de Tinaquillo, Venezuela | Parámetros climáticos promedio de Tinaquillo, Venezuela | Parámetros climáticos promedio de Tinaquillo, Venezuela | Parámetros climáticos promedio de Tinaquillo, Venezuela | Parámetros climáticos promedio de Tinaquillo, Venezuela | Parámetros climáticos promedio de Tinaquillo, Venezuela | Parámetros climáticos promedio de Tinaquillo, Venezuela | Parámetros climáticos promedio de Tinaquillo, Venezuela | Parámetros climáticos promedio de Tinaquillo, Venezuela | Parámetros climáticos promedio de Tinaquillo, Venezuela | Parámetros climáticos promedio de Tinaquillo, Venezuela | Parámetros climáticos promedio de Tinaquillo, Venezuela | Parámetros climáticos promedio de Tinaquillo, Venezuela | Parámetros climáticos promedio de Tinaquillo, Venezuela |
| Mes                                                     | Ene.                                                    | Feb.                                                    | Mar.                                                    | Abr.                                                    | May.                                                    | Jun.                                                    | Jul.                                                    | Ago.                                                    | Sep.                                                    | Oct.                                                    | Nov.                                                    | Dic.                                                    | Anual                                                   |
| ------------------------------------------------------- | ------------------------------------------------------- | ------------------------------------------------------- | ------------------------------------------------------- | ------------------------------------------------------- | ------------------------------------------------------- | ------------------------------------------------------- | ------------------------------------------------------- | ------------------------------------------------------- | ------------------------------------------------------- | ------------------------------------------------------- | ------------------------------------------------------- | ------------------------------------------------------- | ------------------------------------------------------- |
| Temp. máx. media (°C)                                   | 33.7                                                    | 33.6                                                    | 32.8                                                    | 31.5                                                    | 30.7                                                    | 30.6                                                    | 32.9                                                    | 31.2                                                    | 30.6                                                    | 30.0                                                    | 32.4                                                    | 34.1                                                    | 32                                                      |
| Temp. media (°C)                                        | 29.8                                                    | 28.9                                                    | 27.6                                                    | 27.5                                                    | 26.7                                                    | 26.8                                                    | 29.0                                                    | 28.8                                                    | 27.3                                                    | 27.1                                                    | 28.7                                                    | 29.5                                                    | 28.1                                                    |
| Temp. mín. media (°C)                                   | 23.7                                                    | 22.9                                                    | 22.6                                                    | 21.5                                                    | 21.4                                                    | 19.6                                                    | 22.9                                                    | 21.5                                                    | 20.6                                                    | 19.1                                                    | 22.5                                                    | 23.6                                                    | 21.8                                                    |
| Precipitación total (mm)                                | 0.9                                                     | 0.1                                                     | 0.6                                                     | 3.6                                                     | 147                                                     | 156                                                     | 181                                                     | 176                                                     | 176                                                     | 171                                                     | 159                                                     | 3.8                                                     | 1175                                                    |
| [cita requerida]                                        |                                                         |                                                         |                                                         |                                                         |                                                         |                                                         |                                                         |                                                         |                                                         |                                                         |                                                         |                                                         |                                                         |

### Drenaje
El drenaje es de tipo radial y converge hacia el río Tinaquillo, que siguiendo un curso suroeste, desemboca en el río Tamanaco, el cual se desplaza en dirección norte-sur, hasta descargar sus aguas en la Hoya del Orinoco.
En las áreas periféricas, la inclinación del terreno de los piedemontes favorece el escurrimiento superficial en detrimento de su infiltración, originando condiciones propicias de arrastre del material por erosión hídrica que se deposita al pie de las laderas.

### Vegetación
La vegetación es herbácea de sabana y de bosque tropical húmedo muy tupida, con sotobosques. El área se caracteriza por la presencia de una vegetación sumamente pobre, tipificada por chaparros y gramíneas. Esta pobreza en vegetación es consecuencia directa de la presencia de suelos arenosos sumamente ácidos, pobres en nutrientes y sin niveles húmicos. La pobre vegetación presente sobre las áreas arenosas contrasta mucho con la tupida vegetación existente en las zonas montañosas altas enclavadas en rocas de la Formación Las Brisas. La vegetación natural ha sido intervenida en la mayor parte del estado. El intenso uso agrícola y pecuario, la quema, los desarrollos mineros, la deforestación indiscriminada, han provocado la desaparición de la vegetación original, sustituyéndola esencialmente por arbustos y maleza.

## Tradiciones

### Semana Santa
Una de las tradiciones más memorables que se realizan en esta comunidad son las procesiones de la Semana Santa, que se realizan de la siguiente manera:

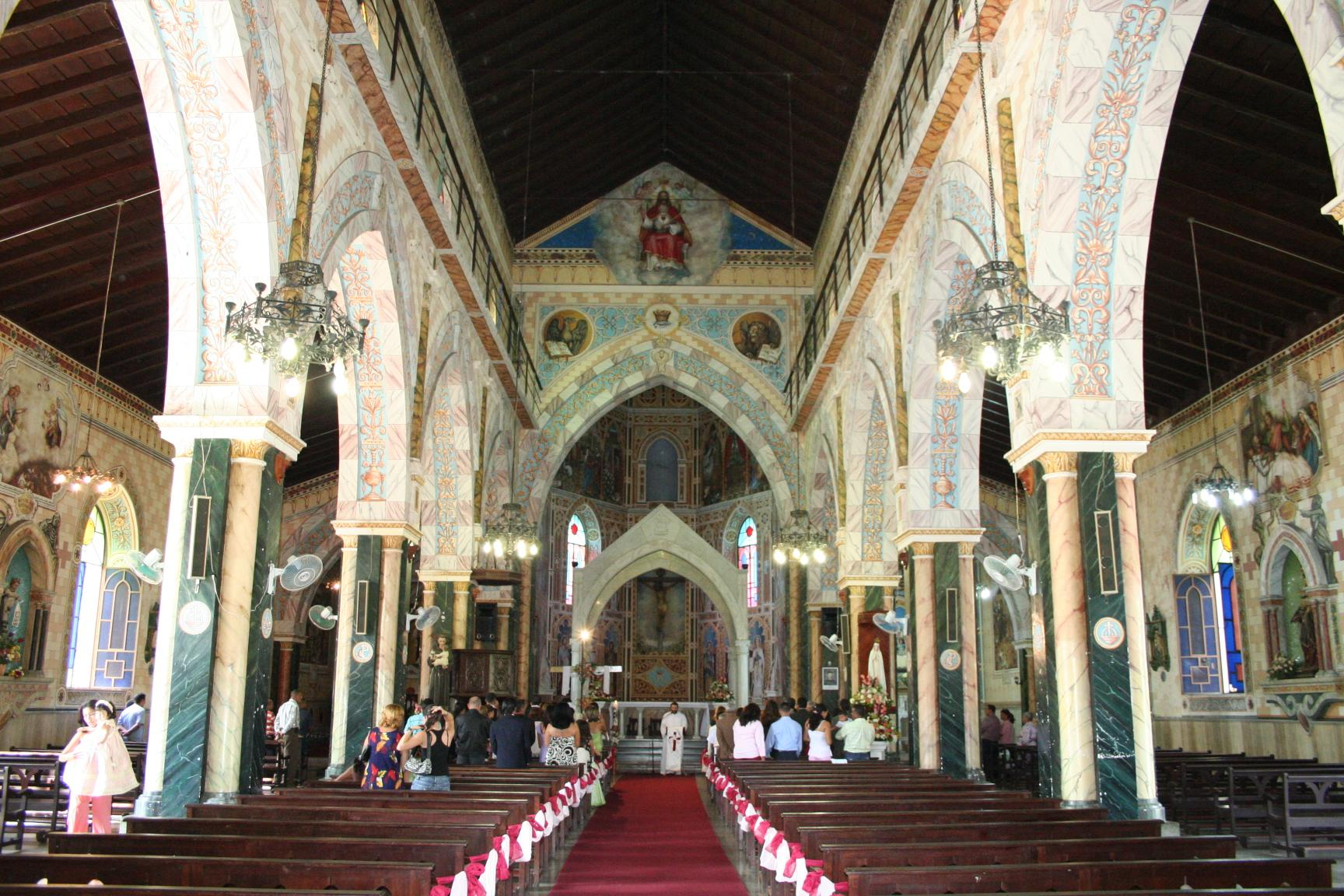
Interior de la Iglesia de Nuestra Señora del Socorro.

- Domingo de Ramos: Jesús en el Huerto de los Olivos.
- Lunes Santo: Jesús atado a la columna.
- Martes Santo: Jesús, Humildad y Paciencia.
- Miércoles Santo: El Nazareno.
- Jueves Santo: El Cristo.
- Viernes Santo: El sepulcro.

Con los santos de compañía: San Juan Evangelista, Santa María Magdalena y la Dolorosa.

### Diablos Danzantes de Tinaquillo
Los Diablos Danzantes de Tinaquillo representan una agrupación religiosa cultural, tradicional del pueblo en el Estado Cojedes.
Esta Agrupación cumple con la manifestación religiosa que se muestra básicamente en la fiesta de Corpus Cristi, el noveno jueves después del Jueves Santo, y el día de San Juan Bautista, el 24 de junio de cada año; además de cumplir con una parte tradicional de 7 salidas o trochas cada año, como pago de promesas de aquellas personas que establecen tal compromiso, el cual se debe llevar a cabo durante 7 años en forma ininterrumpida.
El día jueves 6 de diciembre de 2012 son nombrados patrimonio cultural inmaterial de la humanidad por la UNESCO junto con otras 10 cofradías del país, durante una asamblea de esta organización en la ciudad de París, Francia.
Citar una fecha exacta de la conformación del primer grupo de Diablos de Tinaquillo es una tarea complicada ya que no existen testimonios escritos de la misma, lo que si se puede asegurar en forma aproximada, es que a finales del siglo XIX ya existía un grupo de personas que se dedicaban a esta actividad en forma parcial.
Tenemos que resaltar un hecho de trascendental importancia, y es que independientemente de donde sea el origen, las personas que se encargaron de darle cuerpo a esta idea, utilizaron al máximo la creatividad para conjugar una serie de elementos tanto españoles como africanos, indígenas y propios de la manifestación con características propias sin prescindir de lo sagrado y religioso.
Es en 1.920 cuando esta manifestación religiosa toma mayor relevancia y pasa a formar parte de la identidad del pueblo.

#### Descripción de la Vestimenta
La vestimenta está compuesta por:
• Pantalón de Satén, a media pierna bombache, de color negro.
• Camisa de Satén, manga larga bombache, de color rojo.
• Medias de Algodón de Nylon, hasta los muslos, color negro.
• Alpargatas con color negro con colores adicionales.
• Adornos en el pantalón y la Camisa: Motas de Estambres, Flecos, Pechera. Cascabeles, Espejos, Pañuelos, etc.
• Caretas de Tela Metálica, pintada con vivos Colores, con un Paño de Satén Rojo.

### Parrandas de Locos de Tinaquillo "Locainas"
Se celebra el 28 de diciembre y salen a las calles del pueblo varias comparsas de "locos" que reciben el nombre de "Locos de Tinaquillo", que forman parte de la tradición de "Locainas". "Los Locos de Tinaquillo" se comportan como su nombre lo expresa, y muchas veces representan situaciones satíricas, relacionadas con personas populares de la región (siempre mujeres) tendientes a lo grotesco, que se acompañan con aires musicales de moda o tradicionales en la región.
Actualmente el Taller de Tradiciones de Tinaquillo, dirigido por el Profesor Félix Vera, ha incorporado a su repertorio Las "Locainas."
Los Locos Tinaquilleros piden limosnas y aceptan cualquier cosa que les ofrezcan, y en algunos casos hacen travesuras a las familias visitadas.
Una de las comparsas más antigua y famosa de nuestro pueblo es la de "Los Locos de San Isidro", llamada también la comparsa "Cumpleaños" debido a la tradición de cantarle cumpleaños todos los 28 de diciembre a una joven del barrio "Los Apamates" desde hace 25 años. Esta joven nació el día de los inocentes en el momento que los locos bailaban frente a su casa; desde esa fecha la comparsa es esperada por los habitantes del sector para acompañarlos en la celebración de ese cumpleaños público. Esta parranda tiene más de 40 años de fundada y actualmente cuenta con más de 20 miembros conocidos como "locos".

## Arquitectura

### Iglesias y Capillas
Tinaquillo ha tenido 2 iglesias, La primera iglesia cuyas ruinas actualmente están ubicadas en la esquina del gimnasio Federico Sánchez, fue derribada. Los padres que la custodiaban eran el Padre Sucre y el Padre Manuel. La otra que es la iglesia principal comenzó a construirse a finales de 1700 y fue culminada en 1950.
- Iglesia Nuestra señora del Socorro (Parroquia Central).

Este templo comenzó a construirse el 20 de julio de 1883, gracias al párroco de la época Gaspar Yánez, con el apoyo de la primera autoridad civil del pueblo, José Ignacio de los Ríos y un grupo de notables, que emprendió este proyecto. Fue el 5 de diciembre de 1950 cuando el obispo Gregorio Adam inauguró el nuevo templo parroquial de Tinaquillo, siendo para ese entonces párroco de esta comunidad cojedeña el padre Eleazar Aguilar.
Para el decorado del interior de la iglesia fue encargado el artista Pietro Ginesotto, quien la inició el 19 de junio de 1957 y culminó dos años más tarde. La iglesia Nuestra Señora del Socorro de Tinaquillo es una de las pocas construcciones religiosas en Venezuela cuyas paredes fueron convertidas en obras de arte.
- Iglesia de Nuestra Señora de la Candelaria (Parroquia del sector La Candelaria).
- Iglesia de Sagrado Corazón de Jesús (Parroquia del sector San Isidro).
- Capilla Virgen de Fátima (Calle José Antonio Páez)
- Capilla del Santo Sepulcro (Av. Carabobo)

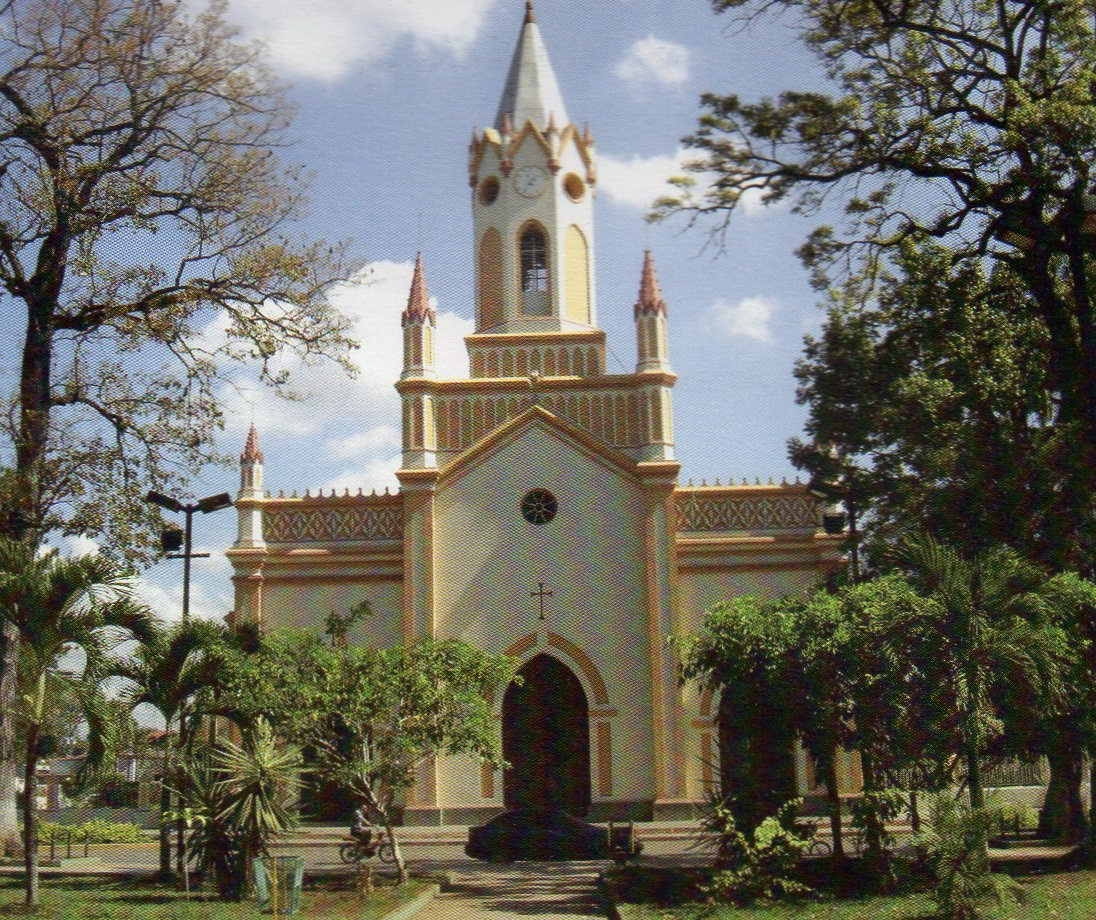
Iglesia de Nuestra Señora del Socorro.

## Salud

### Hospitales
- Hospital General de Tinaquillo Joaquina de Rotondaro: calle Páez, Sector Buenos Aires. El Hospital fue fundado en el año de 1937 por el doctor José Rafael Rotondaro, instalándolo en una casa donada por la señora Joaquina de Rotondaro, su madre; es por ello que en su honor se le bautizó con dicho nombre. Las ciudades cercanas al hospital son Municipio Valencia, Valencia, Maracay. Coordenadas: 9°55′9″ N   68°18′41″ O
- Instituto Venezolano de los Seguros Sociales (IVSS): Par Vial Av. Miranda, Zona Industrial.
- Centro de Asistencia Médica Divino Niño (CAMI): calle Hilanderias, sector Hilanderias.

### Clínicas
- Centro Médico Quirúrgico Maternidad Santa Ana: calle Coaheri, Local N.º K-14, Urb. Tamanaco 2.ª. Etapa.
- Centro Médico Quirúrgico La Milagrosa: avenida Principal, Local N.º 55-01, sector Tamarindo.
- Hospital Clínica Cojedes: calle Páez, entre Av. Bolívar y Principal, Centro.
- Centro de Especialidades Médico Quirúrgico: El Divino Niño Av. Principal. Cruce con Urdaneta, sector Tamarindo
- Centro Médico Quirúrgico San Antonio calle Bolívar, sector Guarataro.

### El Paludismo
Más que una enfermedad, representa un episodio trágico en la historia de Cojedes. En Tinaquillo, el paludismo llega en el quinquenio de 1936-1941; para 1941 la parasitosis estaba diezmando la población, esto se vio reflejado en el número de muertos percibidos por día. Un factor que influyó significativamente fue la falta de una efectiva campaña antimalarica para la época, sumado a esto la desnutrición fusionada con la ignorancia. Otro factor determinante fue la construcción del acueducto en la época lluviosa, lo cual contribuyó en la creación de charcos y lagunas propicias para el crecimiento del mosquito anofeles. Cabe destacar que la enfermedad era conocida como “La Económica”, porque la condición socioeconómica hacía depender la tasa de mortalidad.

## Educación

### Universidades
- UNEFA
- UNELLEZ
- Aldea 4 de Febrero
- UNES

## Cultura

### Música Urbana
A Finales de 2007 empezó el movimiento Hip-hop en la ciudad, Los Pioneros de este ritmo fueron "GHC" Grupo Hip-hop Cojedes integrado por Raúl García (Rambo), Carlos Galindes (Leclerc), Jesús Flores (Yesus) y Martin Cisneros (Frosten), actualmente este grupo lo componen Frosten, Yesus y Leclerc. También el Grupo "La Dinastía Crew" fue Pionero del movimiento y era Integrado por Alejandro Garcías (Kaeon), Jesús Garcías (Menta) y José Natera (Peche) este grupo se dispersó en el 2010 y solo "Peche" continúa como solista y siendo integrante de un Colectivo llamado "Autóctonos" integrado por Skyler, Juzbal, Peche, Yesus, Lecrerc y Fronten. 
Discografías:
- Rap Para mi Pueblo 2010 de GHC Crew.
- Me Estorban 2011 de Skyler.
- Refugio en Poesía 2012 de Juzbal.

Otros Grupos:
- 2Mentes Crew
- Diversidad urbana
- Químico aka Lirico "Solista"

Grafiteros: Stone, Silver, Alka, TheFourElement.
B.Boys: Junior.
BeatMaker: Eulys Lycan
En los últimos años este ritmo se ha incrementado significativamente.
De igual forma, Tinaquillo es cuna de la banda de Hard Rock Lepster. Fundada en el año 2007, Lepster es una de las principales bandas de Rock del estado Cojedes. Se han presentado en diferentes eventos logrando alta popularidad en el centro del país. El 30 de junio de 2013 salió a la venta su primer trabajo discográfico titulado “A.K.A. Communication AJA”. Este álbum fue producido y lanzado de manera independiente; contiene el sencillo "Mi única pasión" el cual cuenta con un video oficial grabado en la localidad.
Durante el 2019, la banda lanzó su segundo trabajo discográfico titulado "Danko Sur-Real Acto I & II", el cual es una Ópera rock en dos partes inspirado en álbumes como el Joe's Garage de Frank Zappa, The Wall de Pink Floyd o Tommy de The Who. La historia del disco se desarrolla en torno al personaje Danko José Rodríguez, quien tiene pensamientos delirantes y una vida atormentada por su imaginación y el mundo mediático en el cual vive. En este disco, Lepster experimenta con elementos de la música electrónica inspirados en la música concreta y el paisaje sonoro. El álbum cuenta con dos sencillos promocionales, "Elizabeth" del Acto I y "Margen" del Acto II.
Discografía:
```
- A.K.A. Communication AJA (2013).
- Danko Sur-Real Acto I (2019).
- Danko Sur-Real Acto II (2020).
```

### Cine
El primer proyector cinematográfico fue llevado en el año de 1920, cuyo dueño era don Juan López; proyectaba películas mudas. Tinaquillo posee las únicas salas de cine operativas en todo el Estado Cojedes, ubicadas en el centro comercial "Gran San Antonio".
En el año 2012 es realizada y proyectada en el cine la primera película en formato digital titulada "Salto de Fe", un largometraje escrito y dirigido por Alejandro Liendo cuya producción fue realizada por jóvenes entusiastas de la localidad, la cual contó con una audiencia de más de 1000 espectadores en una sola noche, que tuvieron la oportunidad de seguir una trama cargada de un poderoso contenido social. Cabe destacar que dicha producción fue realizada bajo la modalidad de Cine guerrilla o Cine de bajo presupuesto.
En diciembre del mismo año sería la oportunidad de "La Vida en Una Sonrisa" un largometraje escrito por el comediante José Luis Torres y dirigido por Alejandro Liendo. Una comedia que contó con la participación de niños, adolescentes, jóvenes y adultos, así como diferentes artistas de la región cojedeña.

### Radios
- Viva 93.3 fm
- Satélite 102.9 fm
- Radio Power 106.5 fm
- Potencia 97.5 fm
- Tinaquillera 92.7 fm

## Deportes
Tinaquillo fue sede conjunta de los Juegos Deportivos Nacionales 2003, los cuales le dejaron a la ciudad importantes instalaciones deportivas. Entre ellas destaca el Velódromo del complejo deportivo “El Baquiano”, que además de ser sede de competiciones deportivas relacionadas con el Ciclismo también ha sido usado para eventos y conciertos.
Ocho años después, en el 2011, el Velódromo de Tinaquillo volvió a ser utilizado para los Juegos Deportivos Nacionales. En 2012 y 2013 Tinaquillo fue punto de partida de una de las etapas de la Vuelta a Venezuela.
Uno de los mayores logros deportivos de la ciudad lo ha cosechado su equipo de Béisbol, los Criollitos de Tinaquillo, quienes obtuvieron en el 2013 el campeonato de la Liga Nacional Bolivariana de Béisbol. Según expertos, la temporada en la que se titularon los Criollitos de Tinaquillo fue la mejor de los últimos años. A su vez el Estado Cojedes ha tenido una destacada participación a través del Hapkido en todo el territorio nacional.
Además del Béisbol, deportes como el Fútbol, Baloncesto, Voleibol y Artes Marciales gozan de un importante número de practicantes.

### Instalaciones deportivas
Entre las instalaciones deportivas destacan:
- Complejo Deportivo “El Baquiano”: Está conformado por el Estadio de Béisbol Gustavo "Patón" Martínez, Cancha de Fútbol con Pista de atletismo, Cancha de Baloncesto, Piscina, velódromo y la Manga de Coleo Rafael "Pili" Pérez.
- Polideportivo Rubén Soto: Está conformado por un campo techado de bolas criollas, campo de tiro con arco, pista de bicicrós y cancha de baloncesto.
- Gimnasio "Federico Sánchez"
- Cancha de baloncesto "Tulo Rivero"
- Cancha de baloncesto "La Candelaria"

## Turismo
- Wikiviajes alberga guías de viajes de o sobre Tinaquillo.

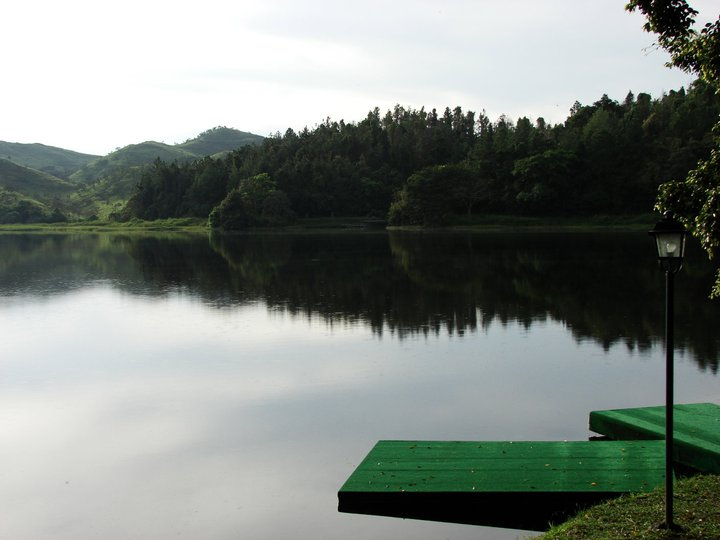
Laguna en el campamento Lagunazo

Cuenta con innumerables atractivos naturales, representados por ríos, montañas, bellas vistas panorámicas y una actividad cultural bien desarrollada.
La ciudad posee un interesante casco central donde se encuentra una amplia Plaza Bolívar con una estatua de cuerpo completo del Libertador ubicada no en el centro de la misma, sino en un extremo, algo no muy común. La iglesia está dedicada a Nuestra Señora del Socorro, en su interior posee excelentes pinturas con motivos religiosos, obra de Pietro Ginesotto. El reloj del campanario hace sonar la campana cada 15 minutos.
En los alrededores de la plaza hay muchas casas de estilo colonial, incluyendo la Alcaldía, con techos de tejas y grandes ventanales, muchas de ellas convertidas en comercios. En la periferia de Tinaquillo existen varios campamentos y complejos turísticos de interés.

### Sitios de interés
- Complejo Turístico las 5J: Vía Vallecito, sector Banco Bonito.
- Campamento Lagunazo: Vía Los Pegones, sector Las Granjitas.
- TinaYork Disco Bar: C.C Gran San Antonio, av Miranda.
- Campamento el Yake: Vía Los Leoncitos, sector Mesa de Vallecito.
- Pozo Azul:  Vía vallecito, sector La Pica (entrada)
- Agroaventuras: Vía las Areneras, sector Altos de Guayabito.
- La Ciudad de Yeiber y Sebastián: Vía las Areneras, sector Altos de Guayabito.
- Embalse Pao-Cachinche: Vía Cachinche.
- Arco de Taguanes: Autopista Troncal 005, Vía Valencia.
- Iglesia de Nuestra Señora del Socorro: Frente a la Plaza Bolívar de Tinaquillo.
- Balneario Nacional Ecológico "Los Manantiales":Vía Vallecito, sector Los Manantiales.
- Colinas De Carache: carretera vía Vallecito, sector Carache.

|                            |
| Complejo turístico las 5J. |

|                           |
| Piscina en Agroaventuras. |

## Personajes Reconocidos

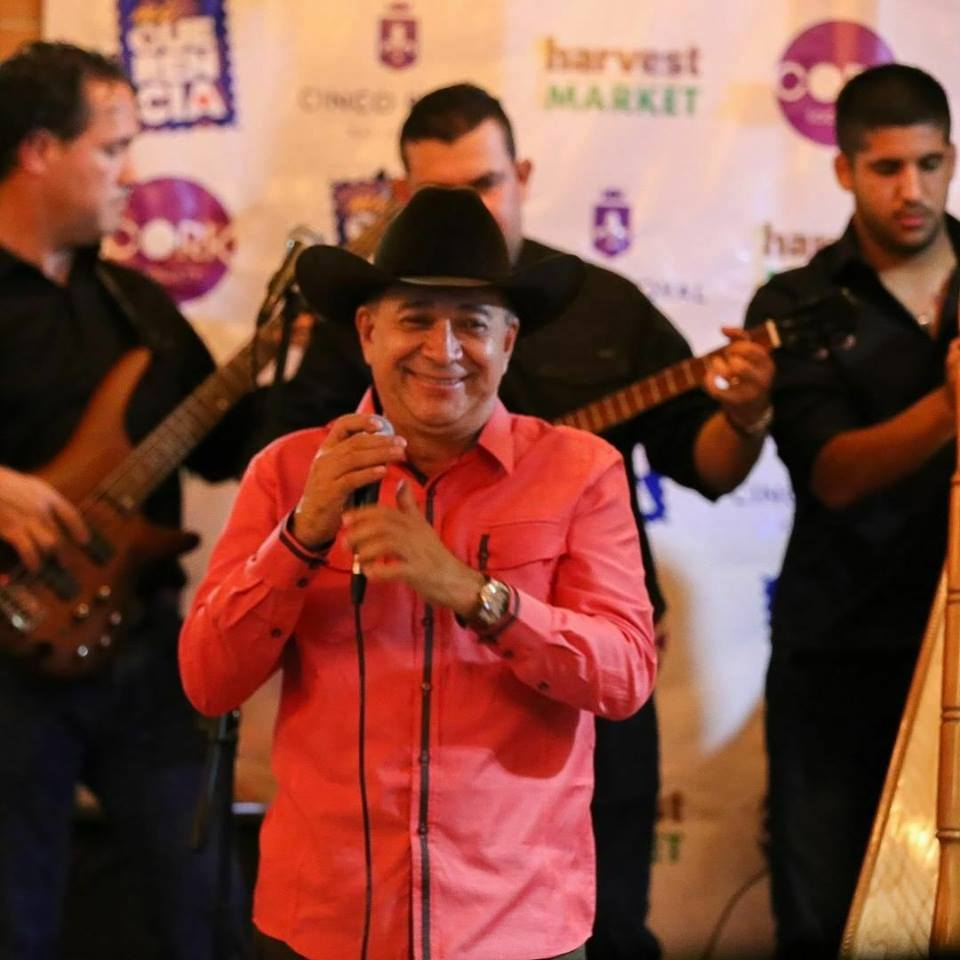
Teo Galíndez, destacado cantautor tinaquillero de música llanera venezolana

- Carlos Noguera. Escritor, psicólogo y gerente cultural venezolano. Premio Nacional de Literatura 2004 y Director de Monte Avila Editores.
- Martín Polanco Pérez. Maestro, Abogado y Político.
- Rafael Fernández Heres. Profesor Universitario, Historiador y Ministro de Educación (1979-1982).
- Cilia Flores. Abogada y política. Diputada a la Asamblea Nacional (2000-2012 y 2016-2026), Procuradora General de Venezuela (2012-2013), Primera Dama de Venezuela (2013-2019, 2019-2025{cuestionado} y 2025-2031{cuestionado}).
- Miguel Sánchez Moreno. Tenor.
- Alberto Galíndez. Alcalde de Tinaco (1992-1995), Gobernador de Cojedes (1995-2000 y 2021-2025).
- Teo Galíndez. Cantante.
- Hadonais Nieves. Cantante.
- Arnoldo Alberto Soto Reyes. Médico Neurocirujano
- Antonio Soto Reyes Médico Naturista
- Alfredo Uzcategui. Abogado, político, economista y profesor Universitario.
- José Antonio Pereira. Maestro.
- Cristina Gonzáles De Bocaney. Maestra.
- Isidro Ramón Henríquez Tortolero. Historiador y cronista.
- Pio Lázaro Riaño. Presbítero.
- Rafael Vilorio. Artesano, escultor.
- Raúl Castellanos Latouche. Docente universitario, locutor y periodista.
- Yelitza Díaz. Artista plástico.
- José Ramón Lopéz Gómez. Médico y Cronista de Tinaquillo.
- Juan Ignacio Méndez Figueredo. Senador del Estado Cojedes (1941-1945).
- Argenis Agüero. Arqueólogo.
- Humberto Perdomo. Arquitecto y Maestro.
- Manuel Arias Maestro y músico destacado. Autor del himno de Tinaquillo
- Alesso Cárdenas Valdez. Coleador y personaje reconocido
- Marina de Obispo. Destacada docente y Juez.
- Antonio Obispo. Destacado músico y conocedor de la historia del pueblo de Tinaquillo.

## Ciudades hermanadas
- San Carlos
- Valencia